# 사사미
사사미(영어: Sasami, 일본어: ササミ, 1990년 6월 23일 ~ )는 미국의 싱어송라이터이다. 2015년부터 밴드 체리 글레이저의 멤버로 활동하다 2018년 1월 솔로 활동을 위해 탈퇴했다. 일본, 한국계 미국인이다.

## 음반 목록
- Sasami (2019)
- Squeeze (2022)